# Rectoria de Bàscara
Rectoria de Bàscara és un edifici del municipi de Bàscara (Alt Empordà) inclòs en l'Inventari del Patrimoni Arquitectònic de Catalunya.

## Descripció
Situada dins del nucli antic de la població de Bàscara, a l'extrem nord del terme, al costat de l'església parroquial de sant Iscle i santa Victòria.
Edifici aïllat de planta rectangular, format per tres cossos adossats, amb jardí lateral. El cos principal presenta la coberta de dues vessants de teula i està distribuït en planta baixa i pis. A la planta baixa hi ha un portal d'arc rebaixat adovellat, amb la clau gravada amb la inscripció "CIPRIANUS MOLINET RECTOR ANNO DOMINI 1883". Als costats dues finestres rectangulars. Al pis hi ha tres finestrals d'arc rebaixat emmarcats amb motllures arrebossades a manera de pilastres, i baranes d'obra treballades. La façana està rematada amb una cornisa motllurada i dentelada. La façana de ponent presenta una obertura circular a l'extrem superior i dos finestrals rectangulars amb sortida a una terrassa a la primera planta. El cos adossat a la façana de llevant, utilitzat de garatge, és rectangular, d'una sola planta i amb una gran terrassa al nivell del primer pis de la casa.
A l'interior, la casa presenta una vestíbul interior cobert amb volta de maó de pla de quatre vents i l'escala situada al fons de l'estança.
La construcció està arrebossada i pintada, i la primera planta està decorada amb motllures geomètriques d'obra.

## Història
La rectoria de Bàscara és un edifici bastit probablement a finals del s. XIX, tal com ho testimonia la llinda de la porta principal on s'observa la llegenda "CIPRIANUS MOLINET RECTOR ANNO DOMINI 1883". No es pot descartar que aquesta llinda correspongui a un reforma posterior, i que l'edifici fos més antic.